# يلينا ديمنتييفا
يلينا ديمنتييفا (بالروسية: Дементьева, Елена Вячеславовна) مواليد 15 أكتوبر 1981 في موسكو، الجمهورية الروسية السوفيتية الاتحادية الاشتراكية، هي لاعبة كرة مضرب روسية سابقة بدأت مسيرتها كمحترفة سنة 1998 وكانت تلعب باليد اليمنى، اعتزلت اللعب في 29 أكتوبر 2010. أعلى تصنيف لها في الفردي كان المركز الـ 3 في سنة 2009. أعلى تصنيف لها في الزوجي كان المركز الـ 5 في سنة 2003. سبق أن شاركت في دورة الألعاب الأولمبية الصيفية.

## الخط الزمني للأداء
مفتاح
| ف | ن | ن.ن | ر.ن | د# | د.م | ل | أ.أ | ت | غ | ب | ف | ذ | م.خ | ل.ت |

(ف) فاز بالبطولة (ن) وصل النهائي (ن.ن) نصف النهائي (ر.ن) ربع النهائي (د#) الأدوار الأربعة الأولى (د.م) دور المجموعات (ل) شارك في كأس ديفيز (أ.أ) خرج من الأدوار الاولى (ت) خسر التصفيات التأهيلية (غ) غاب عن الحدث أو البطولة (ب) حصل على ميدالية برونزية (ف) حصل على ميدالية فضية (ذ) حصل على ميدالية ذهبية (م.خ) بطولة الماسترز خُفضت إلى مرتبة أقل (ل.ت) البطولة لم تعقد في السنة المعينة.
لتجنب الارتباك وازدواجية الحساب، يتم تحديث هذه المعلومات إما في نهاية البطولة، أو عندما تكون مشاركة اللاعب في البطولة قد انتهت.
| الدورة                        | 1995 | 1996 | 1997 | 1998 | 1999 | 2000 | 2001 | 2002 | 2003 | 2004 | 2005 | 2006 | 2007 | 2008 | 2009 | 2010 | إجمالي ف/م | إجمالي ف/خ | فوز % |
| ----------------------------- | ---- | ---- | ---- | ---- | ---- | ---- | ---- | ---- | ---- | ---- | ---- | ---- | ---- | ---- | ---- | ---- | ---------- | ---------- | ----- |
| دورات الجراند سلام            |      |      |      |      |      |      |      |      |      |      |      |      |      |      |      |      |            |            |       |
| بطولة أستراليا المفتوحة للتنس | غ    | غ    | غ    | غ    | د2   | د3   | د3   | د4   | د1   | د1   | د4   | د1   | د4   | د4   | ن.ن  | د2   | 0 / 12     | 23–12      | 66%   |
| دورة رولان غاروس الدولية      | غ    | غ    | غ    | غ    | د2   | د2   | د2   | د4   | د1   | ن    | د4   | د3   | د3   | ر.ن  | د3   | ن.ن  | 0 / 12     | 30–12      | 71%   |
| بطولة ويمبلدون                | غ    | غ    | غ    | غ    | د1   | د1   | د3   | د4   | د4   | د1   | د4   | ر.ن  | د3   | ن.ن  | ن.ن  | غ    | 0 / 11     | 27–11      | 71%   |
| أمريكا المفتوحة               | غ    | غ    | غ    | ت    | د3   | ن.ن  | د4   | د2   | د4   | ن    | ن.ن  | ر.ن  | د3   | ن.ن  | د2   | د4   | 0 / 12     | 40–12      | 77%   |
| فوز-خسارة                     | 0–0  | 0–0  | 0–0  | 0–0  | 4–4  | 8–4  | 8–4  | 10–4 | 6–4  | 11–4 | 14–4 | 10–4 | 9–4  | 17–4 | 13–4 | 9–3  | 0 / 47     | 120–47     | 72%   |

- إجمالي ف / م = إجمالي الفوز والمشاركة
- إجمالي ف/خ = إجمالي الفوز والخسارة

## الميداليات
| الميدالية | المسابقة                       |
| --------- | ------------------------------ |
| ذهبية     | الألعاب الأولمبية الصيفية 2008 |
| فضية      | الألعاب الأولمبية الصيفية 2000 |

## روابط إيضافية
- Elena Dementieva Website
- Elena Dementieva على موقع رابطة محترفات كرة المضرب
- Official website
- إيلينا ديمنتييفا على موقع IMDb (الإنجليزية)

## روابط خارجية
- إيلينا ديمنتييفا على موقع رابطة محترفات التنس (الإنجليزية)
- إيلينا ديمنتييفا على موقع الاتحاد الدولي لكرة المضرب (الإنجليزية)
- إيلينا ديمنتييفا على موقع كأس بيلي جين كينغ (الإنجليزية)
- إيلينا ديمنتييفا على موقع خلاصة التنس.كوم (الإنجليزية)
- إيلينا ديمنتييفا على موقع إي إس بي إن.كوم (الإنجليزية)
- إيلينا ديمنتييفا على موقع أوليمبيديا (الإنجليزية)